# Botanisches Taschenbuch
Botanisches Taschenbuch (abreviado Bot. Taschenbuch) es un libro con ilustraciones y descripciones botánicas que fue escrito conjuntamente por Daniel Matthias Heinrich Mohr y Friedrich Weber y publicado en Kiel en el año 1807 con el nombre de Botanisches Taschenbuch auf das Jahr 1807.